# Кривоніжка загнута
Кривоніжка загнута (Campylopus introflexus) — вид мохів порядку дикранальних (Dicranales).

## Поширення
Батьківщиною є Європа, Африка, Північна Америка, Азія, Австралія, Нова Зеландія.
Населяє ґрунт уздовж доріжок, підніжжя дерев, плоскі дахи будівель, торф на болотах, пісок.

## Характеристика
Рослини заввишки 0.5–5 см, у щільних матах, від жовтувато-оливково-зеленого кольору. Листки 4–6 мм, прямі, коли вологі, притиснуті, коли сухі, ланцетні, з цільними краями. Спеціалізоване нестатеве розмноження іноді листопадними верхівками стебла. Коробочкові ніжки 7–12 мм, жовтувато-коричневі або коричневі у віці, часто кілька спорофітів з однієї рослини, вигнуті чи звивисті. Коробочка коричнева, 1.5 мм, злегка асиметрична, зігнута, коли порожня. Спори 12–14 мкм.